# 岡野寛
岡野 寛（おかの かん、1845年2月16日（弘化2年1月10日）- 1900年（明治33年）2月19日）は、明治期の弁護士、政治家。衆議院議員。旧姓・長竿。

## 経歴
常陸国河内郡長竿村（新治県河内郡長竿村、茨城県河内郡長竿村、稲敷郡長竿村、瑞穂村、長竿村、河内村長竿を経て現河内町長竿）の長竿家に生まれ、農業・酒造家の岡野家の養子となる。坂本良輔に漢学を、桑原竹処に法律学を学んだ。その後上京して福沢諭吉の塾で学んだ。
代言人試験に合格し 水戸で開業。1886年（明治19年）茨城県会議員に選出され1892年（明治25年）まで在任。この間、第8代副議長を務めた。
1898年（明治31年）8月、第6回衆議院議員総選挙（茨城県第6区、憲政党）で当選し、衆議院議員に1期在任した。議員在任中の1900年2月に死去した。

## 国政選挙歴
- 第1回衆議院議員総選挙（茨城県第6区、1890年7月、立憲改進党）落選[6]
- 第4回衆議院議員総選挙（茨城県第6区、1894年9月、立憲改進党）次点落選[4]
- 第5回衆議院議員総選挙（茨城県第6区、1898年3月、進歩党）次点落選[4]
- 第6回衆議院議員総選挙（茨城県第6区、1898年8月、憲政党）当選[4]